# Hindsiothrips pullatus
Hindsiothrips pullatus är en insektsart som först beskrevs av Ian A. Hood 1925.  Hindsiothrips pullatus ingår i släktet Hindsiothrips och familjen rörtripsar. Inga underarter finns listade i Catalogue of Life.